# Volume 4 (álbum de Matogrosso & Mathias)
Volume 4 é o quarto álbum da dupla Matogrosso & Mathias, lançado em 1979. É o primeiro álbum a contar com a produção de Miltinho Rodrigues.

## Faixas
| N.º | Título              | Compositor(es)                                  | Duração |  |
| 1.  | "No Primeiro Avião" | Matogrosso / Walter Neto                        |         |  |
| 2.  | "Sábado Triste"     | Carlos César / José Fortuna                     |         |  |
| 3.  | "Milonga Para Ela"  | Mathias / Vital / Paulo Claro                   |         |  |
| 4.  | "Amante Amada"      | Mathias / Flor da Serra                         |         |  |
| 5.  | "Boêmio da Cantina" | Matogrosso / Paulinho Gama / Marinho Soares     |         |  |
| 6.  | "O Missionário"     | Matogrosso / Nelson Luiz Lopes                  |         |  |
| 7.  | "O Desconhecido"    | Oréco / Matogrosso                              |         |  |
| 8.  | "Senhor Ninguém"    | Ronaldo Adriano / César A. Corgosinho           |         |  |
| 9.  | "O Paredão"         | Oréco / Waldemar Reis                           |         |  |
| 10. | "Arrependida"       | Mathias / Pinguinho                             |         |  |
| 11. | "Galopando"         | Arlindo Pinto / "Turino" A. Marques de Oliveira |         |  |
| 12. | "Sozinho na Cama"   | Peão Carreiro / Praense                         |         |  |